# Perlo (Piemont)
Perlo ist eine Gemeinde in der italienischen Provinz Cuneo (CN), Region Piemont.

## Lage und Einwohner
Perlo liegt 65 Straßenkilometer östlich der Provinzhauptstadt Cuneo in einem Seitental des Tanarotals. Das Gemeindegebiet umfasst eine Fläche von 11 km² und hat 106 Einwohner (Stand 31. Dezember 2023). Zur Gemeinde zählen auch die Ortschaften Valle Gervasio und Valle Ochera. Die Nachbargemeinden sind Bagnasco, Ceva, Massimino (SV), Murialdo (SV), Nucetto und Priero.

## Geschichte

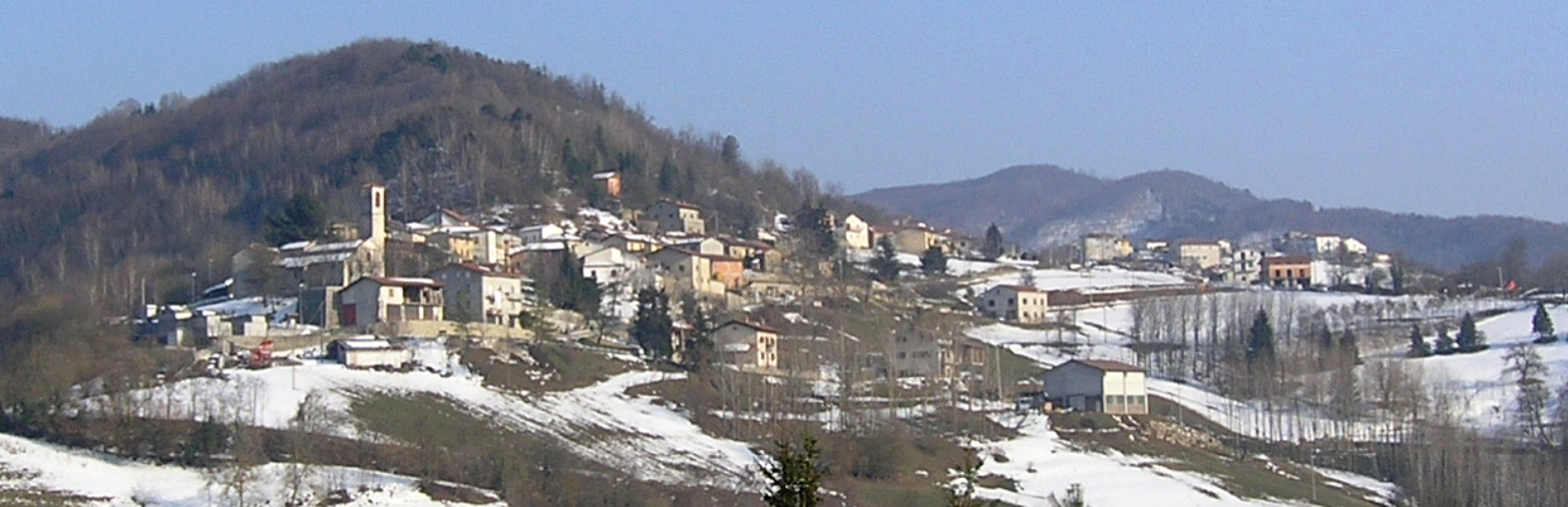
Panorama der Gemeinde

Das Perlo-Gebiet scheint, wie auch die umliegenden Gebiete, seit der Zeit des antiken Roms besiedelt worden zu sein, eine Hypothese, die durch die Entdeckung von in den Fels gehauenen Höhlen und Tunneln sowie römischen Münzen und Statuetten bestätigt wird. Auch sein Ursprung als Dorf Nucetto ist wahrscheinlich.
Nach verschiedenen Wechselfällen und der dunklen Zeit nach dem Untergang des Weströmischen Reiches erlangte das Dorf ihre Autonomie während der Feudalzeit mit dem Bau der Burg im 13. Jahrhundert durch den Marquis Georg II. (bekannt als Nano) von Ceva.
Im Jahr 1541 übergab Karl II. von Savoyen das Dorf nach der Eroberung an Giulio Cesare Pallavicino, dem Alfonso Del Carretto folgte. 1558 fiel das Lehen wieder in die Hände der Savoyer, die es Giuseppe Cambiano di Ruffia anvertrauten, dessen Nachfolger die Faussones, erneut die Pallavicinos, Antonio Carlo Guerra und schließlich 1762 Angelo Porrazzo waren.
Während Napoleons Italienfeldzug war Perlo Schauplatz blutiger Auseinandersetzungen. So sehr, dass der Ortsname Bric dei morti, Hügel der Toten, in der lokalen Ortsbezeichnung erhalten blieb.
1928 wurde Perlo in die Gemeinde Nucetto eingegliedert. Im Jahr 1947 wurde es wieder eine autonome Gemeinde.